# Abos (Peyrelongue)
Pour les articles homonymes, voir Abos.
Abos est une ancienne commune française du département des Pyrénées-Atlantiques. En 1843, la commune fusionne avec Peyrelongue pour former la nouvelle commune de Peyrelongue-Abos.

## Géographie
Abos est un village du Vic-Bilh, situé au nord-est du département et de Pau.

## Toponymie
Le toponyme Abos, village de Peyrelongue, apparaît sous les formes 
Aboss (1286, titres d'Abos)
Avos et Abos en Vic-Bilh (respectivement 1385 et XIVe siècle, censier de Béarn),
Abossium (1425, cartulaire du château de Pau),
Aboos (vers 1540, réformation de Béarn),
Abos (XVIIIe siècle, carte de Cassini),
Abes (1801, Bulletin des lois).
Michel Grosclaude propose une étymologie possible provenant du cognomen latin Avus complété du suffixe aquitain -ossum.

## Histoire
En 1385, on comptait à Abos quinze feux. La paroisse dépendait du bailliage de Lembeye.

### Les Hospitaliers
Paul Raymond note qu'Abos était des membres de la commanderie de l'ordre de Saint-Jean de Jérusalem de Caubin et Morlaàs.

## Démographie
| 1793 | 1800 | 1806 | 1821 |
| ---- | ---- | ---- | ---- |
| 155  | 142  | -    | 188  |